# Midden-Saksisch voetbalkampioenschap 1915/16
In 1915/16 werd het zesde Midden-Saksisch voetbalkampioenschap gespeeld, dat georganiseerd werd door de Midden-Duitse voetbalbond. Vorig seizoen werd door het uitbreken van de Eerste Wereldoorlog geen officiële competitie gespeeld. Wel kwam er een soort bekercompetitie Rot Kreuze Runde, die door Döbelner SC gewonnen werd. 
Dit seizoen werd een herfst- en lenteronde gespeeld. Wettin Riesa werd herfstkampioen, de resultaten van het lentekampioenschap van 1916 zijn niet langer bekend. Er werd dit jaar geen deelnemer afgevaardigd naar de Midden-Duitse eindronde. 

## 1. Klasse
| Plaats | Club                 | Wed. | W | G | V | Saldo | Ptn.  |
| ------ | -------------------- | ---- | - | - | - | ----- | ----- |
| 1.     | FC Wettin Riesa      | 3    | 2 | 1 | 0 | 10:07 | 05:01 |
| 2.     | Riesaer SV 03        | 3    | 2 | 0 | 1 | 09:07 | 04:02 |
| 3.     | FC Rasensport Döbeln | 3    | 0 | 2 | 1 | 07:07 | 02:04 |
| 4.     | FA des RSV Waldheim  | 3    | 0 | 1 | 2 | 04:09 | 01:05 |

|  | Kampioen |